# Qanisartuut
Qanisartuut (o Qanisartût) è un villaggio della Groenlandia di 4 abitanti (gennaio 2005). Si trova a 60°50'N 45°29'O; appartiene al comune di Kujalleq.